# Vasileostrovskaja (metrostation)
Vasileovstrovskaja (Russisch: Василеостровская) is een station van de metro van Sint-Petersburg. Het station maakt deel uit van de Nevsko-Vasileostrovskaja-lijn en werd geopend op 3 november 1967. De naam van het metrostation verwijst naar het Vasilevski-eiland, waarop het gelegen is. In de planningsfase werd het station aangeduid als Sredni prospekt en Vosmaja linija, de twee straten waaraan het bovengrondse toegangsgebouw gelegen is.
Station Vasileovstrovskaja ligt 64 meter onder de oppervlakte en is van het bouwtype "horizontale lift". Dit type stations beschikt over een centrale perronhal die door middel van automatische schuifdeuren van de sporen wordt gescheiden. De twee meest westelijke deuren zijn aan beide zijden echter buiten gebruik, omdat dit deel van het perron als dienstruimte is ingericht.